# Edith Hamilton
Edith Hamilton (Dresde, 12 de agosto de 1867-Washington, 31 de agosto de 1963) fue una escritora y helenista estadounidense.

## Biografía

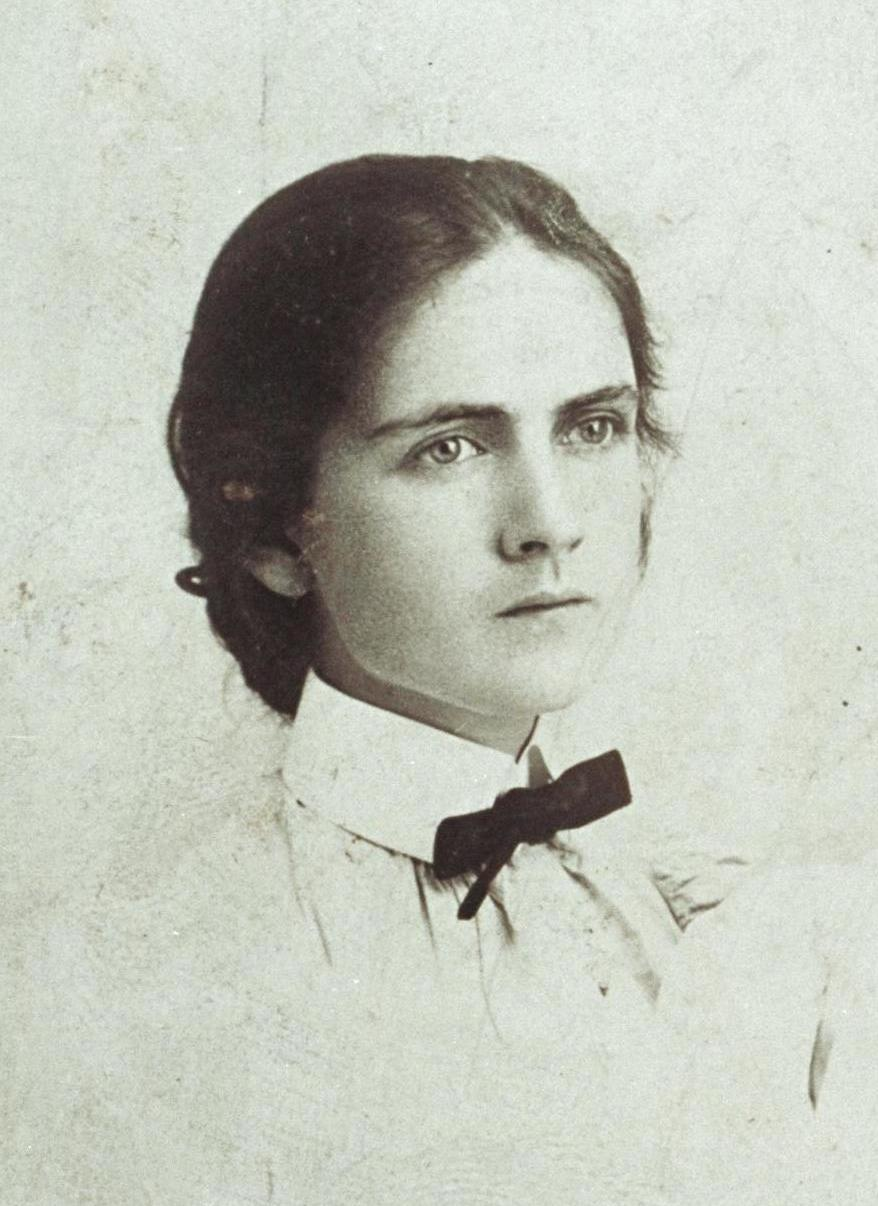
Edith Hamilton, c. 1890-1895.

Edith Hamilton nació en Alemania de padres estadounidenses, pero al poco la familia se trasladó a vivir a Fort Wayne. Realizó estudios secundarios de lenguas clásicas, tras los cuales se licenció en el Bryn Mawr College en 1894. También estudió en la Universidad de Múnich, donde ella y su hermana Alice fueron las primeras mujeres matriculadas, y en la de Leipzig (1895-96).
Organizó la Bryn Mawr School de Baltimore, que dirigió de 1896 a 1922.
Al retirarse de la enseñanza en 1922, se especializó en el estudio de la cultura de la Grecia clásica, especialmente en su filosofía y mitología. Por sus estudios recibió diversos premios, como el National Achievement (1950) y el Constance Lindsay Skinner (1958). En 1957 el rey Pablo le concedió la cruz de oro de la Orden de la Gracia, la más alta recompensa de Grecia.
En 1949 la Universidad de Rochester le concedió el doctorado en Literatura. Era miembro de la Academia Americana de Artes y Letras. En 1957 fue nombrada ciudadana honoraria de Atenas.

## Selección de obras publicadas
- The Greek Way (1930)[3]
- The Roman Way (1932)[3]
- The Prophets of Israel (1936)[4]
- Three Greek Plays (1937)[3]

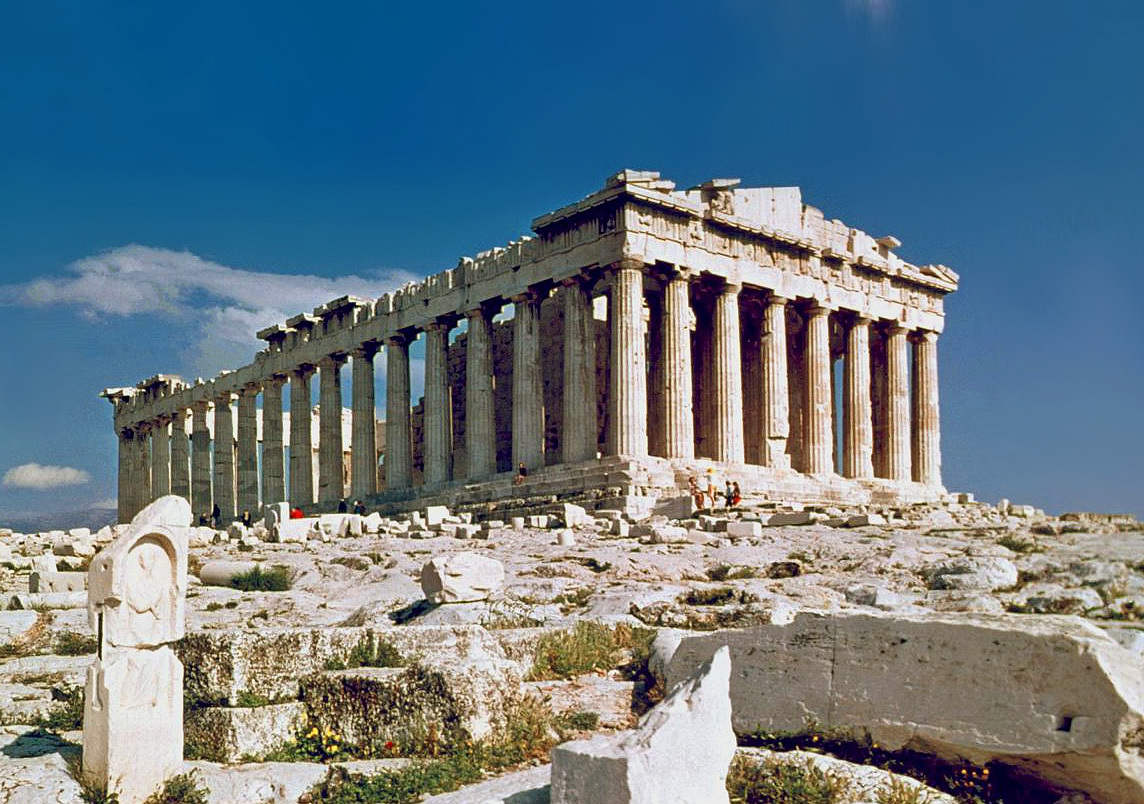
Partenón.

- Mythology: Timeless Tales of Gods and Heroes (1942)[3]
- The Great Age of Greek Literature (1942)[5]
- Witness to the Truth: Christ and His Interpreters (1948)[3]
- Spokesmen for God (1949)[3]
- The Echo of Greece (1957)[3]
- The Collected Dialogues of Plato, Including the Letters (1961), editado por Edith Hamilton y Huntington Cairns[3][6]
- The Ever Present Past (1964), recopilatorio de ensayos y reseñas[3]

## Edición en castellano

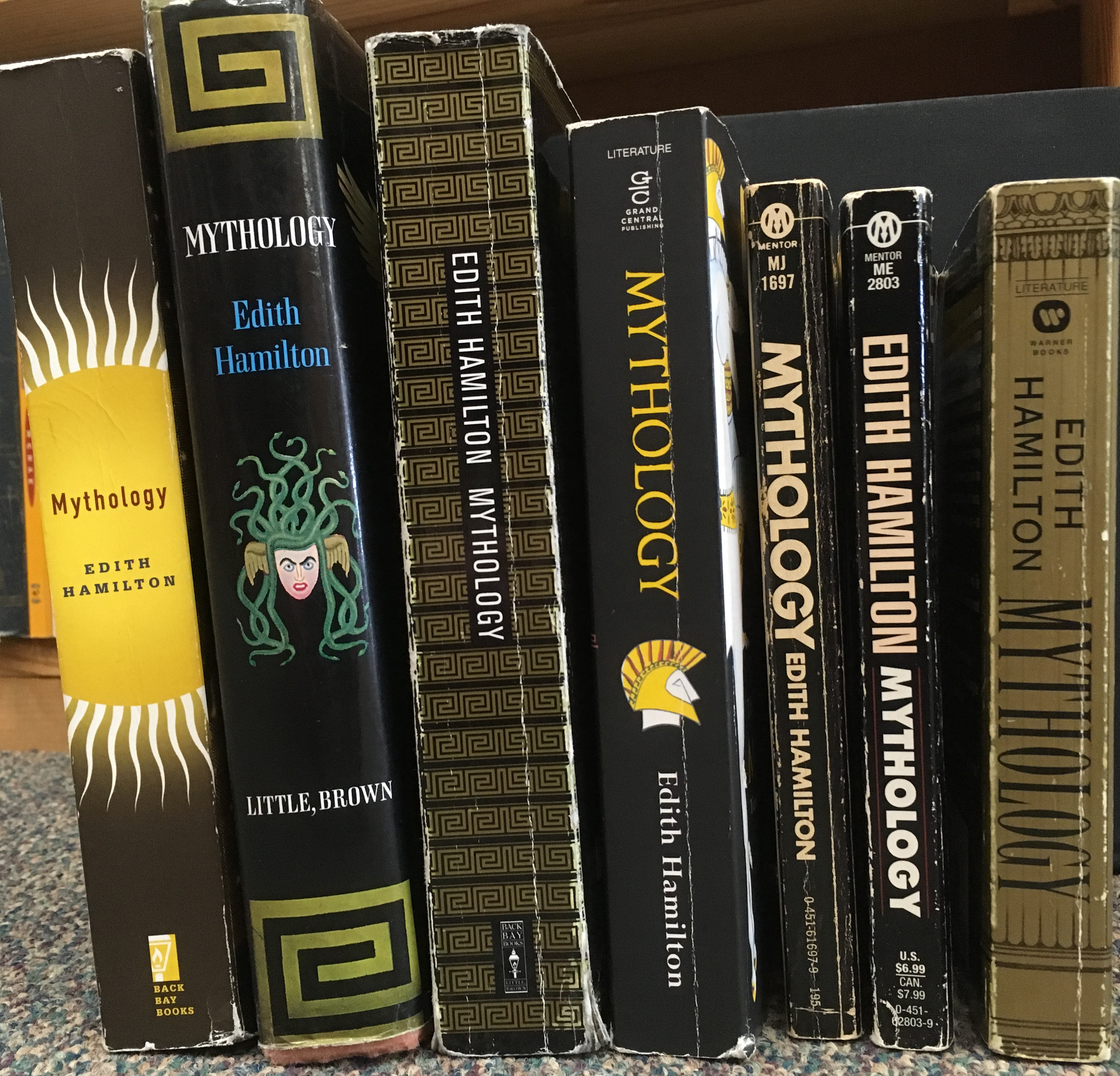
Ediciones diversas del magnum opus de Hamilton Mitología.

- Mitología. Todos los mitos griegos, romanos y nórdicos. Traducción Carmen Aranda. Ariel. 2021. ISBN 978-84-344-3319-9.
- Mitología. Todos los relatos griegos, latinos y nórdicos. Turner. 2008. ISBN 978-84-7506-817-6.
- El camino de los griegos. Turner. 2002. ISBN 978-84-7506-521-2.
- La mitología. Grecia, Roma y Norte de Europa. Daimon, Manuel Tamayo. 1984. ISBN 978-84-231-0531-1.
- Dioses, héroes y leyendas. Daimon, Manuel Tamayo. 1976. ISBN 978-84-231-0532-8.